# Dendrochilum cornutum
Dendrochilum cornutum är en orkidéart som beskrevs av Carl Ludwig von Blume. Dendrochilum cornutum ingår i släktet Dendrochilum och familjen orkidéer. Inga underarter finns listade i Catalogue of Life.